# The Conflict (film 1911)
The Conflict è un cortometraggio muto del 1911. Il nome del regista non viene riportato nei credit del film che, prodotto dalla Reliance Film Company, aveva come interpreti James Kirkwood, Marion Leonard, William R. Randall.

## Trama
Regina del demi-monde, Cynthia è follemente innamorata di Rogers, un mascalzone senza scrupoli che, certo del potere che ha su di lei, non le nasconde le sue altre storie amorose con altre donne. In un momento di disperazione, Cynthia si rivolge a padre Sullivan, rifugiandosi nel suo monastero. Jackson insegue la sua preda riportandola via con sé. Scoraggiato, padre Sullivan pensa di abbandonare al suo destino la donna, ma la visione di Cristo che porge una mano alla Maddalena gli fa cambiare idea e affronta il seduttore nella sua tana. Jackson non gradisce quella intrusione e manda via con violenza il frate, suscitando l'orrore di tutti i presenti, i suoi compagni di gozzoviglie, che reagiscono contro di lui e accompagnano il religioso e Cynthia fino al monastero. Quando Jackson vi torna per riprendersi quella donna che considera sua, la trova vestita da suora. La determinazione di Cynthia a non abbandonare quella santa vita e la dolcezza dei religiosi, copre di un filo di vergogna il suo animo indurito e Jackson finalmente se ne va, sgattaiolando via.

## Produzione
Il film fu prodotto dalla Reliance Film Company.

## Distribuzione
Distribuito dalla Motion Picture Distributors and Sales Company, il film - un cortometraggio in una bobina - uscì nelle sale statunitensi il 13 maggio 1911.